# Eleição municipal de Arapiraca em 2012
A eleição municipal da cidade brasileira de Arapiraca em 2012 ocorreu no dia 07 de outubro de 2012, como parte do conjunto de eleições municipais no Brasil que ocorreram no mesmo ano. Na ocasião, foram eleitos um prefeito, vice-prefeito e 15 vereadores para a Câmara Municipal da cidade.
A campanha eleitoral contou com a participação de 3 candidatos a prefeito. O prefeito em exercício, Luciano Barbosa, do PMDB,  apesar de apto, não concorreu a reeleição. O primeiro turno foi realizado em 07 de outubro de 2012. Célia Rocha, candidata pela PTB, foi eleita com 46.117 votos (46,33% dos votos válidos), seguida de Rogério Teófilo, do PSDB, que obteve 40.363 votos (40,55%).
Na Câmara dos Vereadores, 148 candidatos concorreram ao pleito e 15 foram eleitos. Dentre os vereadores eleitos, 7 foram reeleitos. O PMDB foi o partido que conquistou o maior número de assentos, com 4 eleitos. Aurélia Fernandes foi a candidata mais votada, recebendo 4.652 votos (4,83% dos votos validos).  Os candidatos eleitos tomaram posse em 1 de janeiro de 2013 para exercerem um mandato de quatro anos.

## Candidaturas para a prefeitura
| Nº      | Prefeito(a)  | Prefeito(a)                           | Prefeito(a)       | Vice-prefeito(a) | Vice-prefeito(a) | Vice-prefeito(a)                       | Vice-prefeito(a)  | Coligação Partido(s)                                                     |
| Nº      | Candidato(a) | Candidato(a)                          | Partido Federação | Candidato(a)     | Candidato(a)     | Candidato(a)                           | Partido Federação | Coligação Partido(s)                                                     |
| ------- | ------------ | ------------------------------------- | ----------------- | ---------------- | ---------------- | -------------------------------------- | ----------------- | ------------------------------------------------------------------------ |
| 14      |              | Célia Rocha Celia Maria Barbosa Rocha | PTB               |                  |                  | Yale Fernandes Yale Barbosa Fernandes  | PTB               | Para Arapiraca Continuar Avancando PT PTB PMDB PSC PPS PRTB PV PRP PCdoB |
| 45      |              | Rogério Teófilo Rogério Auto Teófilo  | PSDB              |                  |                  | Ricardo Barreto Ricardo Barreto Dantas | PSDB              | Arapiraca de Todos Nos PRB PP PR DEM PSDC PSB PSDB PSD                   |
| 70      |              | Alves Correia Cosme Alves Cordeiro    | PTdoB             |                  |                  | Barbosinha José Barbosa Da Silva       | PTdoB             | Sem coligação                                                            |
| Fontes: |              |                                       |                   |                  |                  |                                        |                   |                                                                          |

## Candidatos à vereança
| Coligação                                               | Partido | Partido | Candidaturas |
| ------------------------------------------------------- | ------- | ------- | ------------ |
| Para Arapiraca Continuar Avancando Ii (28 candidatos)   |         | PSC     | 12           |
| Para Arapiraca Continuar Avancando Ii (28 candidatos)   |         | PMDB    | 10           |
| Para Arapiraca Continuar Avancando Ii (28 candidatos)   |         | PCdoB   | 2            |
| Para Arapiraca Continuar Avancando Ii (28 candidatos)   |         | PRP     | 2            |
| Para Arapiraca Continuar Avancando Ii (28 candidatos)   |         | PRTB    | 2            |
| Arapiraca Para Um Futuro Melhor (24 candidatos)         |         | PR      | 17           |
| Arapiraca Para Um Futuro Melhor (24 candidatos)         |         | PRB     | 7            |
| Arapiraca Avancando Em Vermelho E Verde (22 candidatos) |         | PT      | 15           |
| Arapiraca Avancando Em Vermelho E Verde (22 candidatos) |         | PV      | 7            |
| Arapiraca Pode Mais (17 candidatos)                     |         | PSD     | 7            |
| Arapiraca Pode Mais (17 candidatos)                     |         | PP      | 6            |
| Arapiraca Pode Mais (17 candidatos)                     |         | PSB     | 2            |
| Arapiraca Pode Mais (17 candidatos)                     |         | PSDC    | 2            |
|                                                         | DEM     | 23      |              |
|                                                         | PPS     | 21      |              |
|                                                         | PSDB    | 13      |              |
| Fontes:                                                 |         |         |              |

## Resultados da eleição

### Prefeito
| Candidato(a) a prefeito  | Candidato(a) a prefeito  | Candidato(a) a vice-prefeito | Primeiro turno 07 de outubro de 2012 | Primeiro turno 07 de outubro de 2012 |
| Candidato(a) a prefeito  | Candidato(a) a prefeito  | Candidato(a) a vice-prefeito | Total                                | Percentagem                          |
| ------------------------ | ------------------------ | ---------------------------- | ------------------------------------ | ------------------------------------ |
|                          | Celia Rocha (PTB)        | Yale Fernandes (PTB)         | 46.117                               | 46,33%                               |
|                          | Rogério Teófilo (PSDB)   | Ricardo Barreto (PSDB)       | 40.363                               | 40,55%                               |
|                          | Alves Correia (PTdoB)    | Barbosinha (PTdoB)           | 13.051                               | 13,11%                               |
| Total de votos válidos   | Total de votos válidos   | Total de votos válidos       | 99.531                               | 99.531                               |
| Votos apurados           |                          |                              |                                      |                                      |
| Votos válidos            | Votos válidos            | Votos válidos                | 99.531                               | 89,63%                               |
| Votos em branco          | Votos em branco          | Votos em branco              | 3.709                                | 3,34%                                |
| Votos nulos              | Votos nulos              | Votos nulos                  | 7.812                                | 7,03%                                |
| Total de votos apurados  | Total de votos apurados  | Total de votos apurados      | 111.052                              | 111.052                              |
| Eleitores                |                          |                              |                                      |                                      |
| Comparecimentos          | Comparecimentos          | Comparecimentos              | 111.052                              | 93,1%                                |
| Abstenções               | Abstenções               | Abstenções                   | 8.228                                | 6,9%                                 |
| Total de eleitores aptos | Total de eleitores aptos | Total de eleitores aptos     | 119.280                              | 119.280                              |
| Total de seções: 365     |                          |                              |                                      |                                      |
| Fontes:                  |                          |                              |                                      |                                      |

### Composição da Câmara Municipal
|                          |                          |                 |                 |          |         |
| Nº                       | Partido                  | Votos populares | Votos populares | Assentos | ±       |
| Nº                       | Partido                  | Votos           | %               | Assentos | ±       |
| 15                       | PMDB                     | 19.865          | 19,64%          | 4        | 3       |
| 55                       | PSD                      | 13.387          | 13,23%          | 3        | 3       |
| 13                       | PT                       | 13.753          | 13,6%           | 2        | 2       |
| 23                       | PPS                      | 13.277          | 13,12%          | 2        | 2       |
| 45                       | PSDB                     | 9.791           | 9,68%           | 1        | 1       |
| 20                       | PSC                      | 7.702           | 7,61%           | 1        | 1       |
| 22                       | PR                       | 6.479           | 6,4%            | 1        | 1       |
| 28                       | PRTB                     | 3.216           | 3,18%           | 1        | Estável |
| 25                       | DEM                      | 6.735           | 6,66%           | 0        | -       |
| 10                       | PRB                      | 2.595           | 2,57%           | 0        | -       |
| 44                       | PRP                      | 1.827           | 1,81%           | 0        | 2       |
| 11                       | PP                       | 1.440           | 1,42%           | 0        | -       |
| 43                       | PV                       | 493             | 0,49%           | 0        | -       |
| 65                       | PCdoB                    | 337             | 0,33%           | 0        | -       |
| 40                       | PSB                      | 236             | 0,23%           | 0        | -       |
| 27                       | PSDC                     | 26              | 0,03%           | 0        | -       |
| Total de votos válidos   | Total de votos válidos   | 101.159         | 101.159         | 15       | 15      |
| Votos apurados           |                          |                 |                 | 15       | 15      |
| Total de votos válidos   | Total de votos válidos   | 101.159         | 91,09%          | 15       | 15      |
| Votos em branco          | Votos em branco          | 3.614           | 3,25%           | 15       | 15      |
| Votos nulos              | Votos nulos              | 6.279           | 5,65%           | 15       | 15      |
| Total de votos apurados  | Total de votos apurados  | 111.052         | 111.052         | 15       | 15      |
| Eleitores                |                          |                 |                 | 15       | 15      |
| Comparecimentos          | Comparecimentos          | 111.052         | 93,1%           | 15       | 15      |
| Abstenções               | Abstenções               | 8.228           | 6,9%            | 15       | 15      |
| Total de eleitores aptos | Total de eleitores aptos | 119.280         | 119.280         | 15       | 15      |
| Fontes:                  |                          |                 |                 |          |         |

### Vereadores eleitos
| Candidato(a) | Candidato(a)           | Partido | Votos | Votos       | Cidade de origem  | Unidade federativa/País |
| Candidato(a) | Candidato(a)           | Partido | Total | Percentagem | Cidade de origem  | Unidade federativa/País |
| ------------ | ---------------------- | ------- | ----- | ----------- | ----------------- | ----------------------- |
|              | Aurelia Fernandes      | PMDB    | 4.652 | 4,83%       | Maceió            | Alagoas                 |
|              | Rogerio Nezinho        | PMDB    | 4.328 | 4,49%       | Arapiraca         | Alagoas                 |
|              | Tarcizo Freire         | PSD     | 4.198 | 4,36%       | Caruaru           | Pernambuco              |
|              | Gilvania Barros        | PMDB    | 4.181 | 4,34%       | Girau do Ponciano | Alagoas                 |
|              | Marcio Marques         | PSC     | 3.953 | 4,1%        | Arapiraca         | Alagoas                 |
|              | Sergio Sindicato Rural | PPS     | 3.786 | 3,93%       | Arapiraca         | Alagoas                 |
|              | Edvânio Do Zé Baixinho | PT      | 3.551 | 3,69%       | Arapiraca         | Alagoas                 |
|              | Fabiano Leão           | PSDB    | 3.104 | 3,22%       | Arapiraca         | Alagoas                 |
|              | Fabiana Pessoa         | PPS     | 3.081 | 3,2%        | São Paulo         | São Paulo               |
|              | Dorge Do Queijo        | PRTB    | 3.037 | 3,15%       | Igaci             | Alagoas                 |
|              | Professora Graça       | PSD     | 2.857 | 2,97%       | Taquarana         | Alagoas                 |
|              | Adalberto Saturnino    | PMDB    | 2.836 | 2,94%       | Arapiraca         | Alagoas                 |
|              | Roninho                | PT      | 2.397 | 2,49%       | Arapiraca         | Alagoas                 |
|              | Sargento Moisés        | PSD     | 2.265 | 2,35%       | Arapiraca         | Alagoas                 |
|              | Dr. Fabio              | PR      | 1.887 | 1,96%       | Arapiraca         | Alagoas                 |
| Fontes:      |                        |         |       |             |                   |                         |